# Sam Lake
Sam Lake, właśc. Sami Antero Järvi (ur. 18 lipca 1970 w Finlandii) – fiński pisarz, współtwórca gier z serii Max Payne, Alan Wake oraz Quantum Break.

## Życiorys
Studiował literaturę angielską i teatrologię.
Pomógł napisać scenariusz do gry Death Rally, produkowanej przez firmę Remedy Entertainment założoną przez jego przyjaciela, Petriego Järvilehto. Następnie zaczęli współpracować przy Max Payne, a Lake stworzył scenariusz gry, pomagał przy tworzeniu poszczególnych poziomów. Twarz głównego bohatera była wzorowana na wizerunku twórcy. Następnie został scenarzystą kontynuacji serii gry, Max Payne 2: The Fall of Max Payne z 2003. Utworem końcowym gry jest piosenka „Late Goodbye”, którą zespół Poets of the Fall napisał na podstawie wiersza autorstwa Lake’a.
Napisał scenariusz do gry Alan Wake. 21 maja 2013 zaprezentowano zwiastun gry Quantum Break, której reżyserem był Lake. Podczas produkcji gry twórcy z Remedy Entertainment konsultowali się z naukowcem pracującym w CERN, który pomógł w stworzeniu scenariusza gry, tak aby był w zgodzie z aktualną wiedzą na temat fizyki teoretycznej. Grę wydano 5 kwietnia 2016.

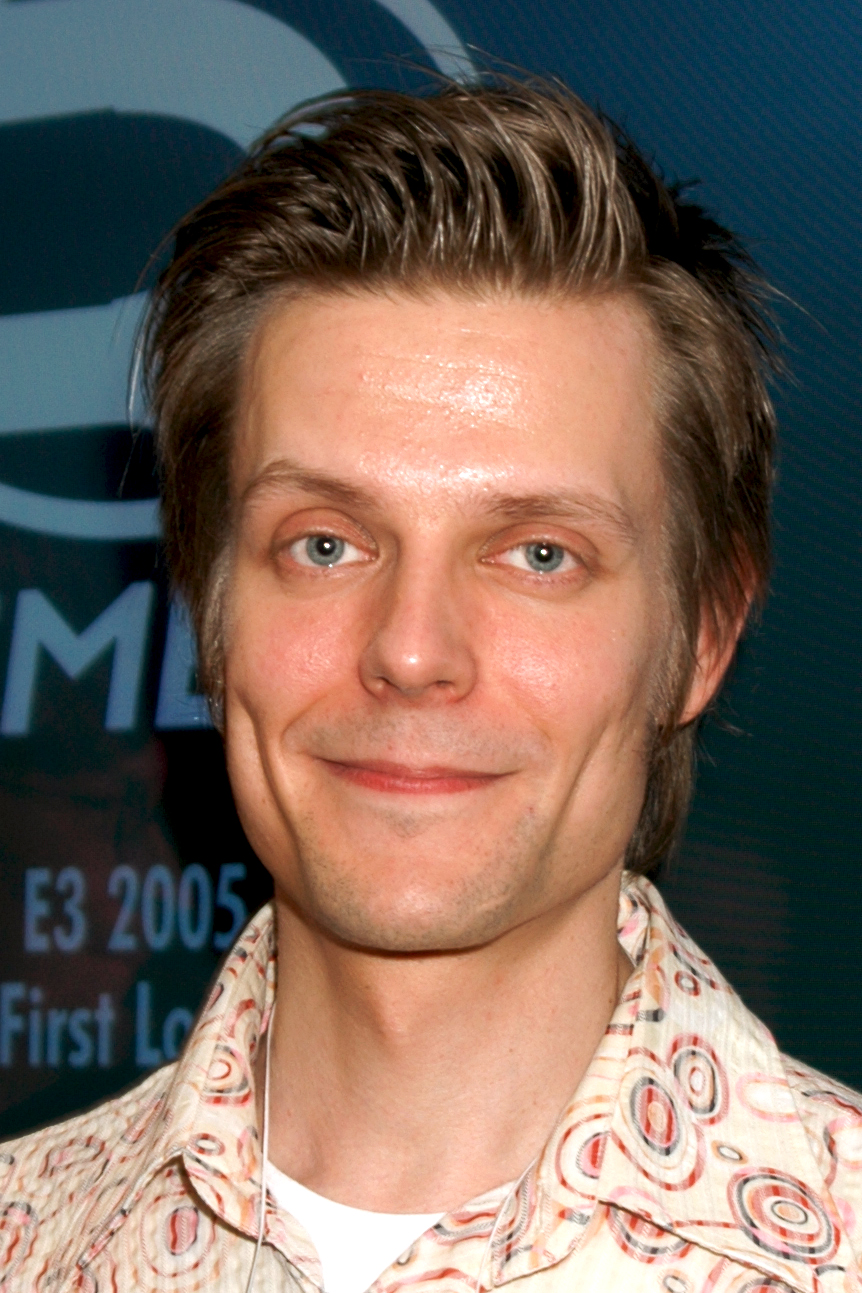
Sam Lake w 2005

## Twórczość

### Gry komputerowe
| Rok  | Tytuł                              | Odpowiedzialny za                         |
| ---- | ---------------------------------- | ----------------------------------------- |
| 1996 | Death Rally                        | Scenariusz                                |
| 2001 | Max Payne                          | Historia i scenariusz, model postaci      |
| 2003 | Max Payne 2: The Fall of Max Payne | Scenariusz                                |
| 2010 | Alan Wake                          | Pomysł, historia i scenariusz             |
| 2012 | Alan Wake’s American Nightmare     | Dyrektor kreatywny i scenariusz           |
| 2012 | Max Payne 3                        | Nadzór artystyczny                        |
| 2016 | Quantum Break                      | Dyrektor kreatywny i producent wykonawczy |
| 2019 | Control                            | Pomysł i scenariusz                       |
| 2023 | Alan Wake 2                        | Dyrektor kreatywny i producent wykonawczy |

### Muzyka
| Rok  | Wykonawca         | Tytuł        | Odpowiedzialny za              |
| ---- | ----------------- | ------------ | ------------------------------ |
| 2003 | Poets of the Fall | Late Goodbye | Tekst utworu oparty na wierszu |